# ACR (carabine)
Pour les articles homonymes, voir ACR.
L'ACR (originellement dénommé  Masada) est un fusil d'assaut américain  créé en 2006 par Magpul.
Magpul apporta plusieurs améliorations au Masada, tant sur le plan de l'ergonomie que de la fiabilité et fut rebaptisé ACR (Adaptative Combat Rifle).
Magpul s'est associé à Bushmaster et à Remington pour la production de l'ACR.

## Création
Magpul Industries est fondée en 1999 par Richard Fitzpatrick, qui est d'origine allemande.
En 1999, l'armée américaine envisageait de remplacer ses M16 et M4 par une arme nouvelle. Le Masada fut créé par Magpul en 2006 en cette occasion. Mais, malgré sa puissance de feu et sa précision, l'arme coûte extrêmement cher et est, de ce fait, toujours en développement. Sous le nom de Remington ACR, il fut l'un des participants à la compétition de remplacement du M4 de juillet 2011.

## Noms
L'ACR est connu sous plusieurs noms :
- Magpul Masada
- ACR (Adaptive Combat Rifle)
- Bushmaster ACR
- Remington ACR (désignation militaire)

## Description
Le corps de l'arme est de conception classique, en grande partie composé de polymères, la crosse est repliable sur le côté droit et le levier d'armement se trouve sur la partie avant de l'arme, ce qui est plus pratique pour armer que de l'avoir à l'arrière comme sur le M16. Le levier d'armement, le sélecteur de tir et le bouton poussoir du chargeur sont ambidextre car placés de chaque côté de l'arme.
Le système moteur de l'arme est un système à impulsion : une tuyauterie courte suivie d'un piston, rappelé par un ressort. L'emploi d'un piston plutôt qu'une tuyauterie utilisant les gaz pour pousser directement l'ensemble mobile permet de diminuer l'encrassement de la cuvette de tir.
De plus, le débit de gaz employé est réglable pour permettre l'emploi d'un réducteur de son à son maximum d'efficacité en utilisant une munition subsonique.
Son mécanisme de détente est le mécanisme classique dit Stoner, à double échappement de gâchette et gâchette automatique commandé par l'ensemble mobile.
Il dispose d'un rail au standard Picatinny sur la partie supérieure de la carcasse. Il est possible de rajouter des rails sur les côtés et sous le garde main, permettant d'y fixer lance-grenades M203, pointeur laser, etc.  
L'arme peut être chambrée en 5,56 × 45 mm OTAN , en 6,8 mm Remington SPC, ainsi qu'en 7,62 × 39 mm. Le changement de calibre s'effectue grâce à l'interchangeabilité de la boite de culasse, de la culasse et du canon. Cela permet l'emploi de munitions faciles à trouver sur les théâtres d'opérations actuels, ce qui lui vaut sa dénomination ACR (Adaptive Combat Rifle).

## Versions
Il existe deux versions de l'ACR :
- une version civile, semi-automatique produite par  Bushmaster ;
- une version militaire, produite par Remington.

## Culture populaire

### Jeux vidéo
L'ACR apparaît dans les jeux vidéo suivants:
- Call of Duty: Modern Warfare 2
- Call of Duty: Modern Warfare 3
- Tom Clancy's Ghost Recon Wildlands
- Tom Clancy's The Division
- SOCOM: Special Forces
- Battlefield 3
- Battlefield 4
- Battlefield Hardline
- Homefront
- Modern Combat 5: Blackout
- Rules of Survival
- Call of Duty: Modern Warfare 2 Campaign Remastered